# François-Joseph Talma
François-Joseph Talma (Parijs, 15 januari 1763 – Parijs, 19 oktober 1826) was een Franse toneelspeler, die gezien wordt als de grootste Franse acteur en toneelvernieuwer van zijn tijd.

## Biografische schets
Over de herkomst van de familie Talma is weinig bekend. Talma gaf in zijn autobiografie aan dat zijn familie uit de buurt van het Noord-Franse Cambrai kwam (elders noemde hij Kortrijk). Ook vermeldde hij dat hij in 1822 een brief kreeg van een Groningse familiestamboomonderzoeker, die meende te kunnen aantonen verwant met hem te zijn. Talma werd geboren in de rue des Ménétriers (tegenwoordig onderdeel van rue Rambuteau) in het 4e arrondissement van Parijs. Hij groeide op in de rue Mauconseil, tegenover de niet meer bestaande Comédie Italienne. Het gezin bestond uit twee zonen, drie dochters en een geadopteerde neef. Over zijn moeder doet Talma geen mededelingen. Zijn vader was tandarts en vestigde zich omstreeks 1772 in Londen, zijn gezin meenemend en zijn Parijse praktijk overlatend aan een assistent. François-Joseph kreeg aanvankelijk les van zijn vader in de traditie van Rousseau, Voltaire en de encyclopedisten. Naar eigen zeggen werd het zaad van het atheïsme zodoende al vroeg in hem geplant.
In 1775 werd de jonge Talma teruggestuurd naar Parijs om daar zijn scholing te voltooien in de kostschool van Jean Verdier. Daar openbaarde zich zijn belangstelling voor het theater. Zijn eerste rol was in het stuk Tamerlan, geschreven door zijn tutor Jean Verdier. Hij werd uiteindelijk van de school verwijderd, nadat hij een priester, die de leerlingen kwam voorbereiden op hun eerste communie, van repliek had gediend. Daarop keerde hij terug naar Londen, waar hij als leerling-tandarts enkele jaren werkte in de florerende praktijk van zijn vader. In zijn vrije tijd speelde hij bij een amateurtoneelgezelschap bestaande uit Franse émigrées onder leiding van de balletmeester en impresario Jean Monnet. Het gezelschap speelde naast de Franse klassieken ook af en toe Engelse stukken. Hoewel diverse adellijke protagonisten Talma's vader ervan trachtten te overtuigen dat hij zijn zoon een loopbaan in het theater moest later vervolgen, weigerde hij. In maart 1784 keerde de jonge Talma terug naar Parijs.

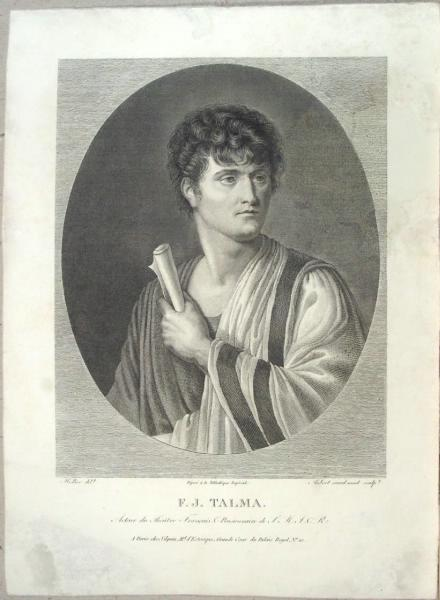
Talma in Romeinse toga (anoniem, ca. 1800)

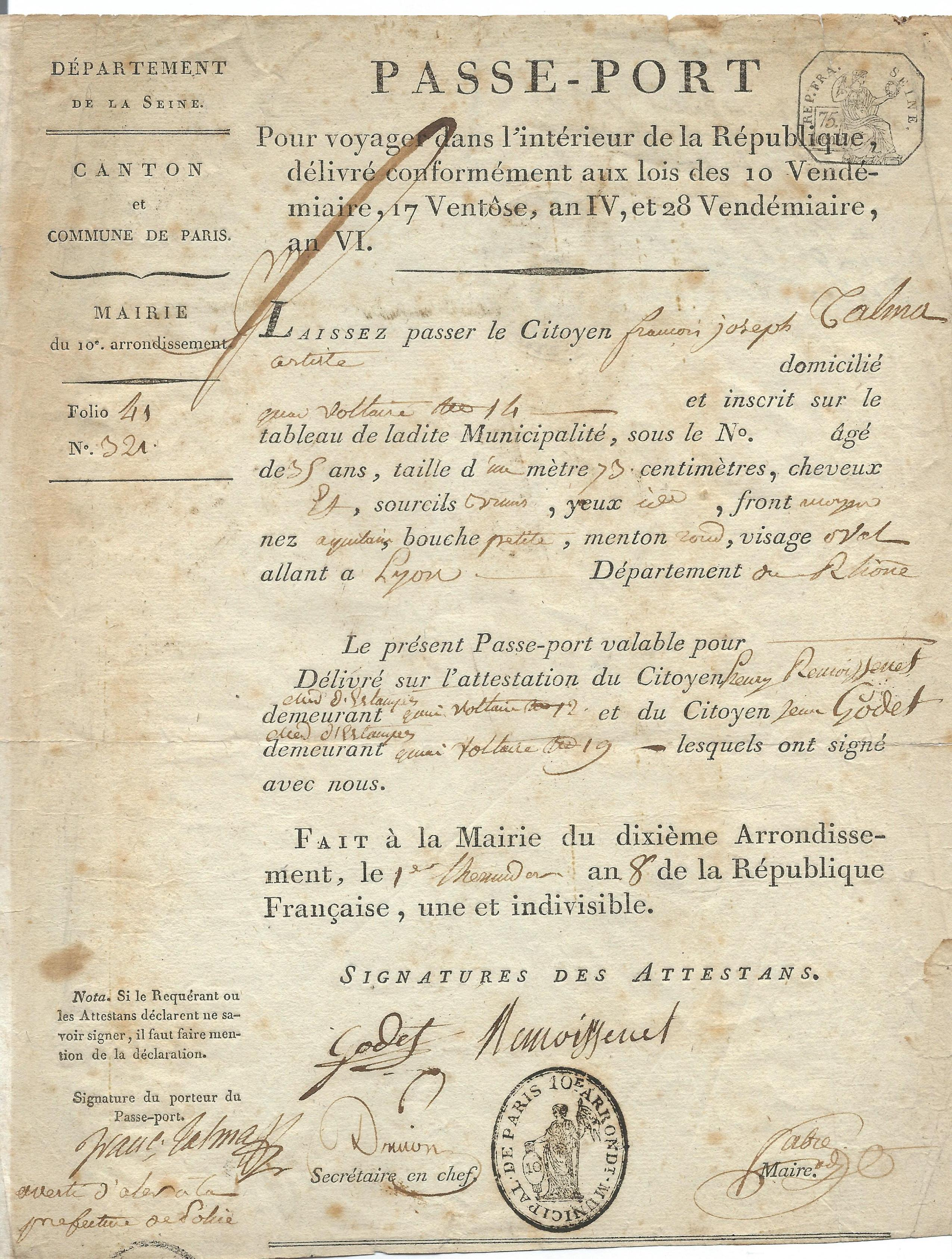
Talma's paspoort uit 1800

In Parijs woonde hij bij zijn oom in de rue Mauconseil. Aanvankelijk werkte hij als tandarts, maar in 1786 gaf hij die loopbaan definitief op toen hij zich inschreef aan de enkele jaren eerder opgerichte École royale de chant et de déclamation. Op 21 november 1787 maakte hij zijn debuut bij de Comédie-Française als Seide in Voltaires Mahomet. Hoewel zijn prestaties van meet af aan gewaardeerd werden, kreeg hij gedurende de volgende twee jaren alleen secundaire rollen aangeboden. Zijn aanvankelijk wat monotone spreekstijl ontwikkelde zich tot een zeer krachtige en welluidende stem. Zijn uiterlijk, met een klassiek profiel en een grote mond met volle lippen, maakte hem uitermate geschikt om helden en keizers uit te beelden. Mogelijk beïnvloed door zijn vriend, de schilder Jacques-Louis David, ontpopte hij zich als voorstander van realistische kostuums en decors, in die tijd ongebruikelijk in het theater. Zo speelde hij omstreeks 1788 de (kleine) rol van Proculus in Voltaires Brutus in toga en met een (kort) Romeins kapsel. Mogelijk beïnvloedde hij op die manier de haarmode voor mannen omstreeks 1800. In november 1789 speelde hij zijn eerste hoofdrol, de titelrol in Charles IX van Marie-Joseph-Blaise de Chenier, een anti-monarchistische stuk waarin de verwoesting van de Bastille werd voorspeld. Het stuk werd een overweldigend succes, maar de 33e uitvoering ervan werd op last van de Kerk afgebroken. Toen men het een jaar later toch weer speelde, zorgde dit voor een breuk tussen revolutionairen en koningsgezinden binnen de Comédie-Française. Eerstgenoemden, onder leiding van Talma, begonnen in 1791 een nieuw theater, het Theatre de la République in de rue Richelieu.
In hetzelfde jaar trouwde Talma met de op dat moment al hoogzwangere Julie Carreau, een danseres van gegoede komaf, die in haar Parijse salon vooral girondijnen ontving. Door zijn associatie met Mirabeau, Danton, Desmoulins en andere girondijnen, wist Talma in 1793 slechts ternauwernood aan de guillotine te ontsnappen. Omstreeks deze tijd leerde hij bij het Théâtre de la République de jonge actrice Charlotte Vanhove kennen. Terwijl Talma volgens diverse bronnen door zijn extravagante levensstijl zijn wettige echtgenote ruïneerde, werd Charlotte zijn maîtresse. In 1797-98 traden Talma en Vanhove op in Brussel, toen onderdeel van de Eerste Franse Republiek. Het gezelschap maakte van daaruit een tournee naar Holland, maar verdere gegevens daarover ontbreken. In 1801 scheidde Talma van Carreau, waarna hij trouwde met Vanhove. Desalniettemin hield hij er diverse maîtresses op na. In 1799 keerde Talma terug naar de Comédie-Française, waar hij dankzij zijn rol in Cinna Napoleons favoriete acteur werd. Daarnaast trad hij af en toe op in het Théâtre-Français, zoals het theater in de rue Richelieu toen werd genoemd. In 1799 speelde hij daar de rol van Rodrigue in Corneilles Le Cid.
Tussen 1803 en 1806 gaf het echtpaar Talma gastoptredens in de Amsterdamse schouwburg, waar zij onder andere Othello speelden. In 1808 maakte hij met zijn vrouw opnieuw een Europese tournee, waarbij hij onder andere in Erfurt voor Napoleon optrad in Mort de Cesar. Deze benadrukte bij die gelegenheid dat hij nog steeds een grote fan van Talma was, maar uitte zijn ongenoegen over Charlottes optreden. In 1811 speelde hij opnieuw in de Stadsschouwburg bij het bezoek van Napoleon aan Amsterdam. Zijn tegenspeelster in de tragedie Phèdre was de Frans-Nederlandse steractrice Johanna Cornelia Wattier. Talma speelde zijn rol in het Frans; Wattier in het Nederlands. Talma was diep onder de indruk van haar spel; Napoleon noemde haar de "grootste tragédienne van Europa". In 1812 zou Talma een liefdesrelatie hebben gehad met Napoleons zuster Pauline. In 1813 reisde Talma opnieuw naar Duitsland (Dresden) om voor Napoleon te spelen. Hoewel Talma meteen na Napoleons verbanning naar Elba optrad voor de nieuwe koning Lodewijk XVIII, vergaf Napoleon hem dit tijdens zijn Honderd Dagen.
In 1825, kort voor zijn dood, schreef Talma zijn memoires over het Franse drama en de grote Franse tragediespeler Lekain. Bij zijn niet-religieuze begrafenis op 21 oktober 1826 op de begraafplaats Père-Lachaise namen duizenden Parijzenaren afscheid van de acteur. Gérard de Nerval schreef een elegie.

## Nalatenschap

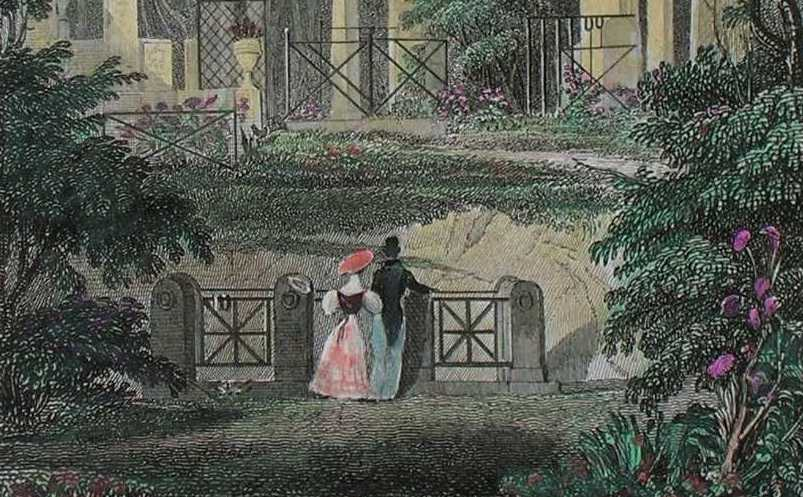
Grafmonument van Talma op Père-Lachaise (Pugin/Heath, 1831)

Talma inspireerde vele kunstenaars. De jonge Alexandre Dumas père was zeer onder de indruk, toen hij hem in de jaren 1820 zag spelen. Hij verzamelde na Talma's dood diens papieren en gaf in 1850 zijn memoires uit.
Van François-Joseph Talma zijn talloze geschilderde, getekende, gegraveerde en gebeeldhouwde portretten bewaard gebleven, zoals een beeld en bronzen medaille van de neoclassicistische beeldhouwer David d'Angers. Zijn grafmonument op Père-Lachaise is nog steeds te bezoeken en bevindt zich in de 12e divisie van de uitbreiding van 1827.
Aan zijn woonhuis (het Hôtel Talma) in de rue de la Tour-des-Dames in het 9e arrondissement in Parijs is een plaquette bevestigd. In Brunoy, circa 20 km ten zuidoosten van Parijs, waar Talma een buitenhuis bezat, is een school en een straat naar hem genoemd. Ook in Parijs, Vitry-sur-Seine en andere plaatsen zijn straten of lanen naar Talma vernoemd.
In de film Napoléon van Abel Gance uit 1927 komt een scène voor waarbij Talma Napoleon instrueert hoe hij zijn liefde aan Joséphine de Beauharnais moet verklaren. Andere scènes tussen Talma en Napoleon zijn uit de film geknipt.

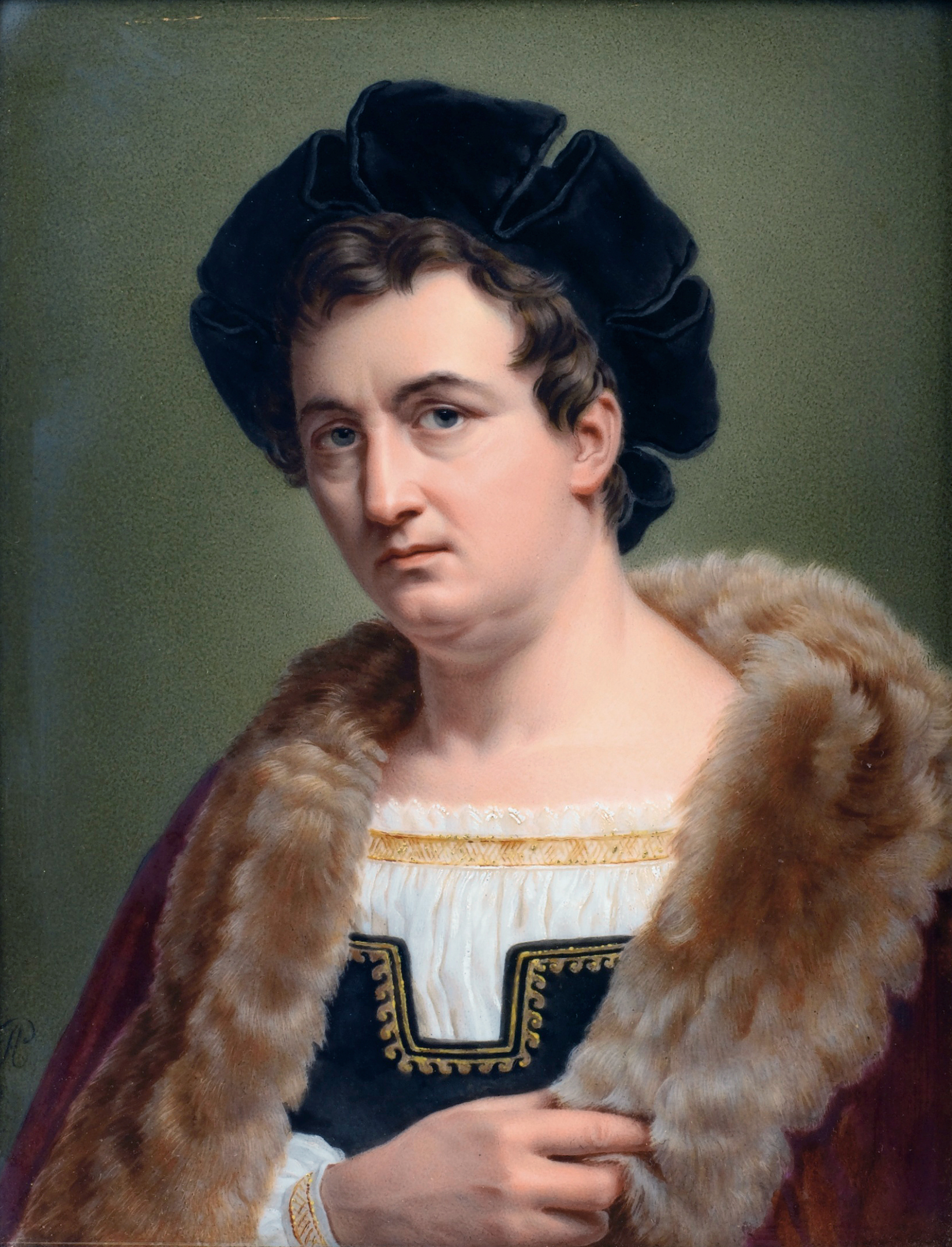
Portret op porselein (Aimée Perlet, 1823)
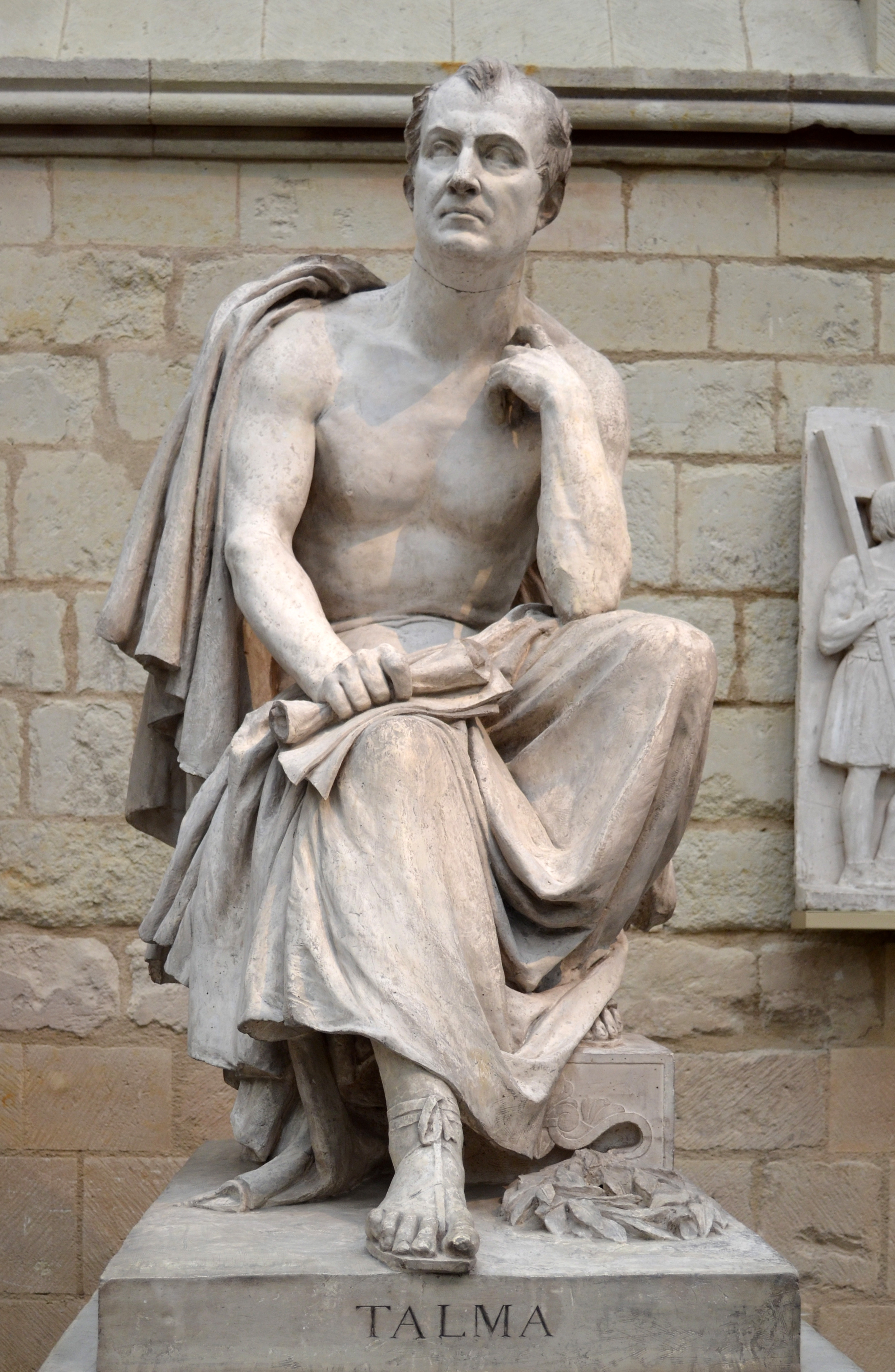
Gipsen beeld (David d'Angers, 1837)
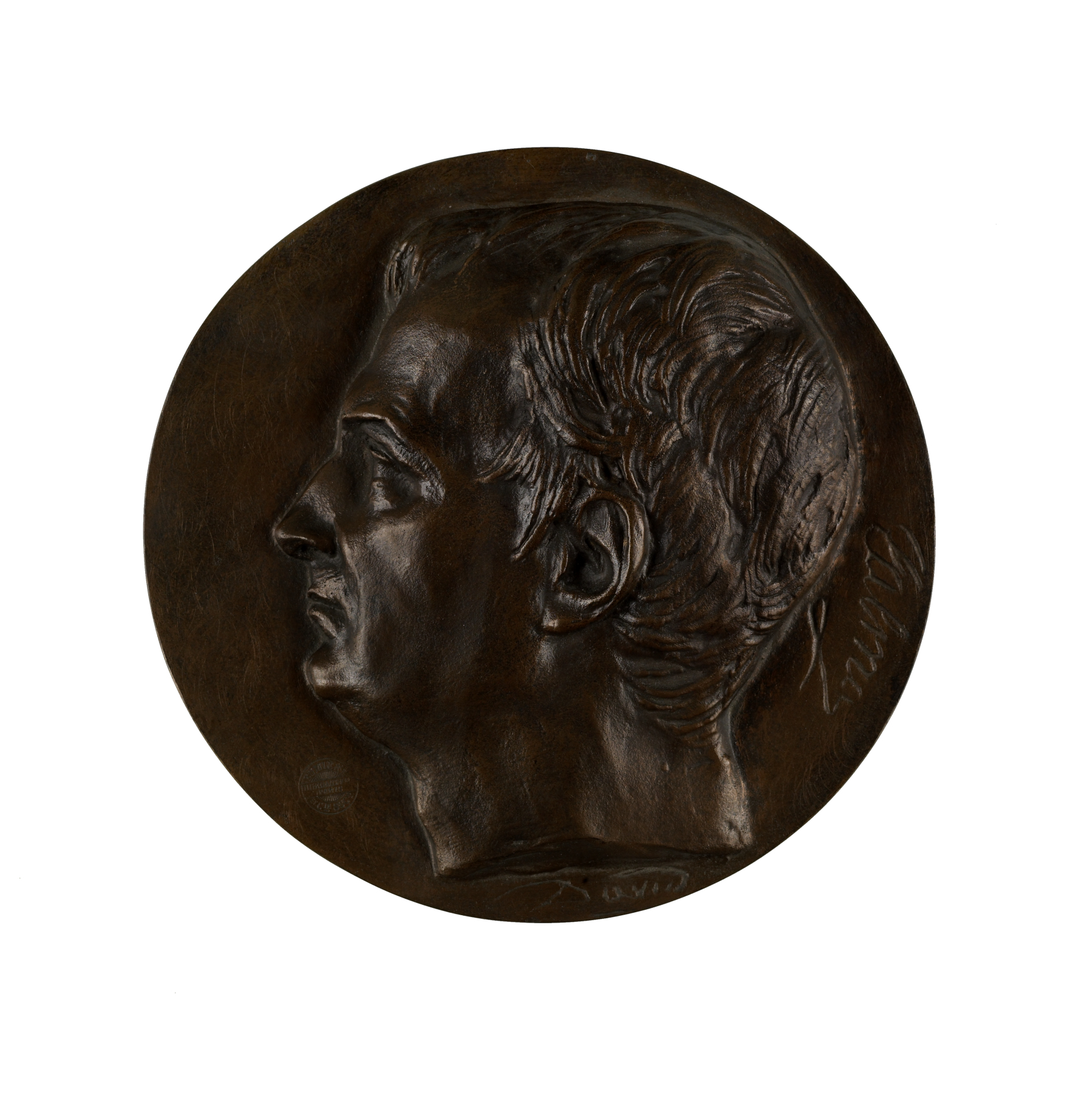
Bronzen medaille (David d'Angers, 1837)
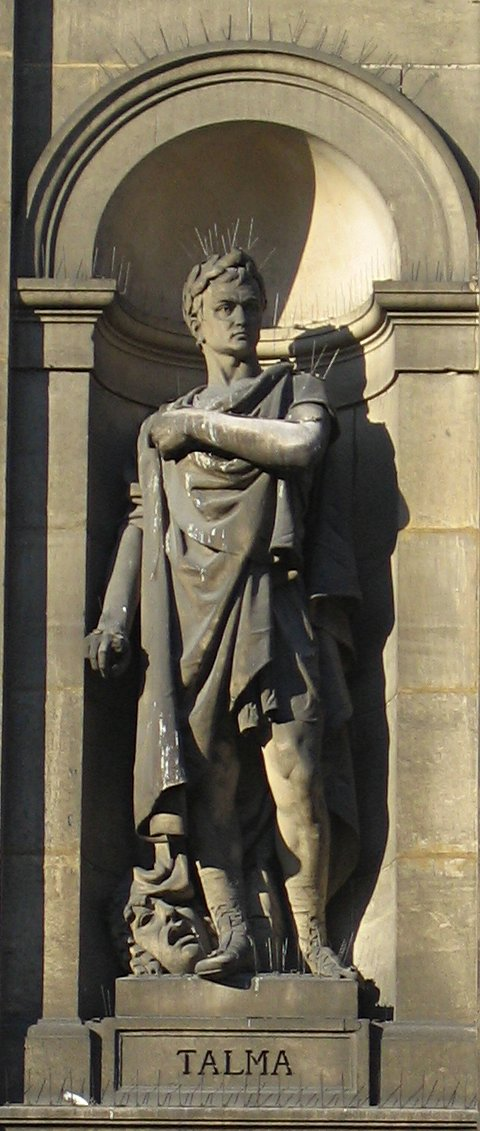
Gevelbeeld stadhuis van Parijs (L. Guglielmo, ca. 1880)

- Bibsys: 2037737
- Bibliothèque nationale de France: cb125109000 (data)
- Biografisch Portaal: 17700132
- CiNii: DA08361738
- Gemeinsame Normdatei: 117198838
- International Standard Name Identifier: 0000 0000 8132 9502
- Library of Congress Control Number: n93107516
- Nationale Bibliotheek van Tsjechië: jo2015875282
- Nationale bibliotheek van Australië: 35553582
- Nationale Bibliotheek van Israël: 987007281242905171
- Nationale en Universitaire bibliotheek Zagreb: 000406988
- Nederlandse Thesaurus van Auteursnamen: 070230145
- Réseau des bibliothèques de Suisse occidentale: 02-A003886594
- SNAC: w6988ckk
- Système universitaire de documentation: 034344403
- Trove: 993837
- Virtual International Authority File: 54253906
- WorldCat: E39PBJkXxvxXWVFcmg8mwvGbVC